# Bisbat d'Adria-Rovigo
El bisbat d'Adria-Rovigo  (italià: diocesi di Adria-Rovigo; llatí: Dioecesis Adriensis-Rhodigiensis) és una seu de l'Església catòlica, sufragània del Patriarcat de Venècia, que pertany a la regió eclesiàstica Triveneto. El 2012 tenia 198.000 batejats d'un total de 204.464 habitants. Actualment està regida pel bisbe Lucio Soravito De Franceschi.

## Territori

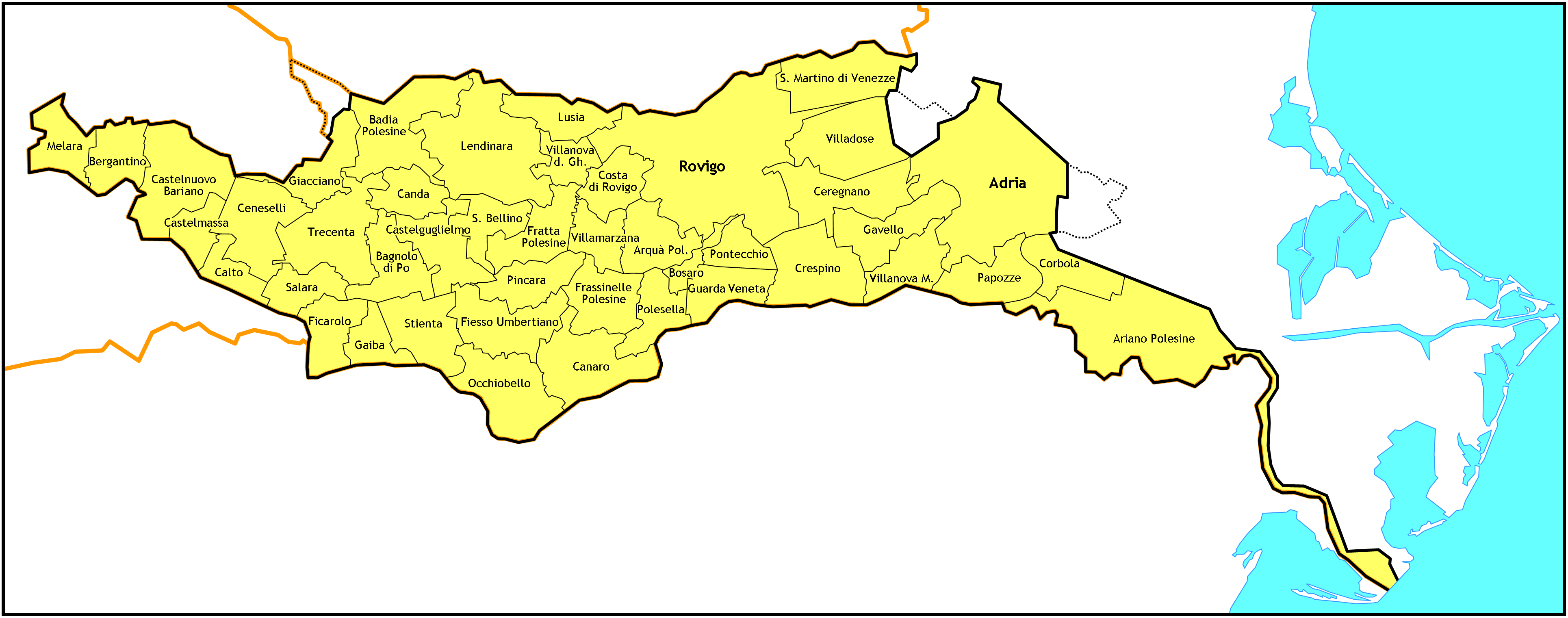
Mapa de la diòcesi

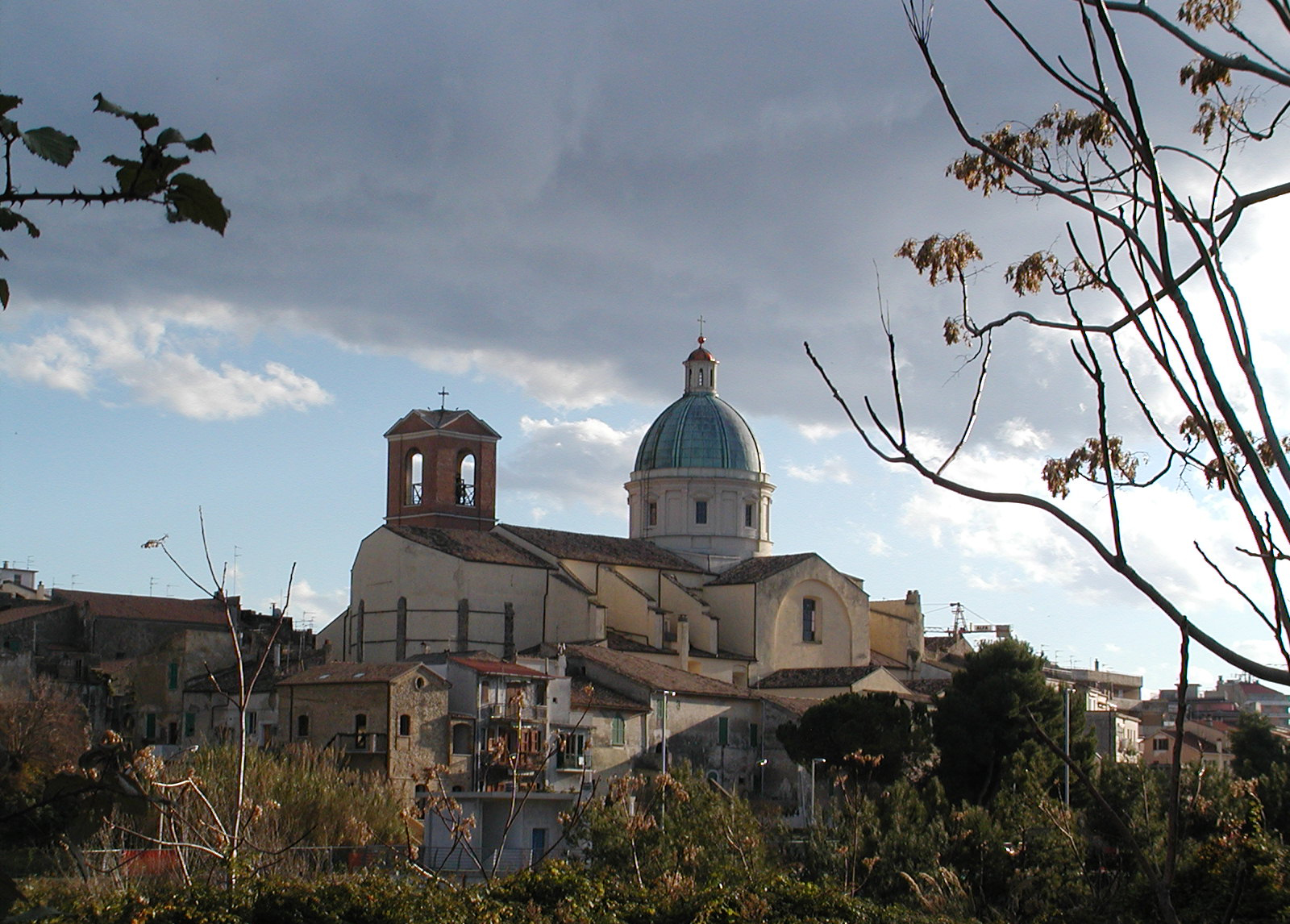
La basílica de Sant Tomàs a Ortona

La diòcesi comprèn tots els 44 municipis de l'alt i del mig Polesine, a excepció dels territoris de Ca' Emo, Fasana Polesine, Mazzorno Sinistro i Cavanella Po, les frazioni d'Adria, i de Villa d'Adige, frazione de Badia Polesine; i inclou la frazione Lusia del municipi de Barbona, a la província de Pàdua.
La seu episcopal és la ciutat de Rovigo, on es troba la catedral de Santo Stefano papa. A Adria hi ha la catedral de Santi Pietro e Paolo i l'adjunta seu vella de San Giovanni.
El territori està dividit en 13 vicariats i 109 parròquies.

## Història

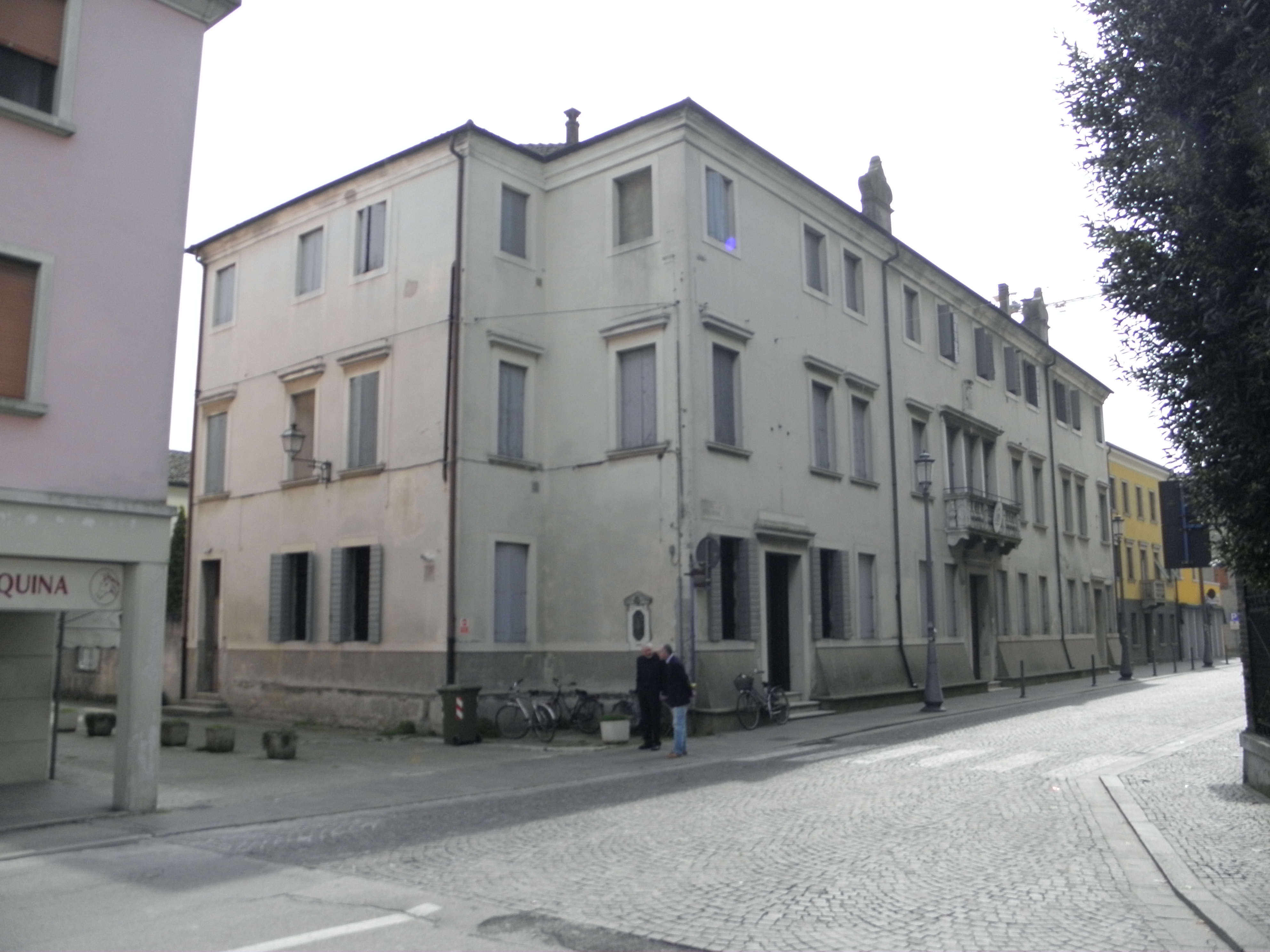
El palau episcopal d'Adria.

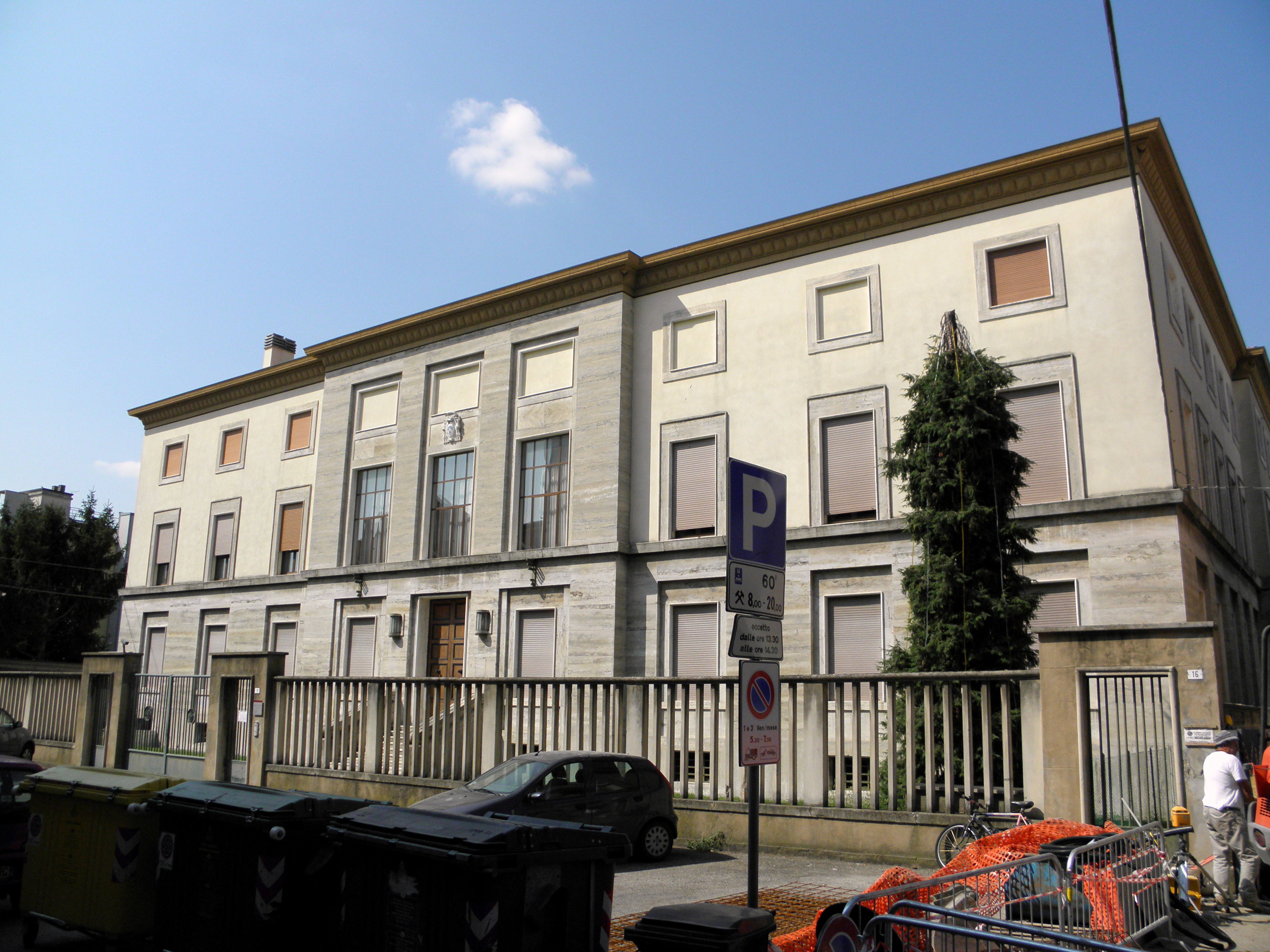
El palau episcopal de Rovigo.

No és possible determinar la data de la fundació de la diòcesi d'Adria. La tradició manté que el fundador va ser sant Apol·linar, bisbe de Ravenna, a finals del segle ii, però encara que la influència de l'exarcat de Ravenna a la diòcesi d'Adria és cert no hi ha documents que confirmen aquesta tradició. Durant molt temps es va considerar com a autèntic el privilegi de Valentinià III (419-455), que va declarar Giovanni Angeloptes metropolità de Ravenna concedint-li jurisdicció de 14 esglésies sufragànies entre les quals estava Adria. Cesare Baronio en els seus Annales ad annum 432 demostrà que el document era fals i havia estat compost entre els segles vii i el viii.
Les actes del Consell del Laterà celebrat el 649, proclamat pel Papa Martí I, són sens dubte el primer document que parla de la diòcesi d'Adria; de fet, la llista de participants es va nomenada Gallinostius Hadrianensis episcopus.
En la inscripció de la pica baptismal de Santa Maria della Tomba a Adria, que data dels segles vii o viii, no és cert el nom del tercer bisbe, Bono, mentre que al Baptisteri de Sant Giovanni havia una inscripció, ara col·locat a la llinda la porta esquerra de la façana de Santa Maria della Tomba, que es nomena el quart bisbe, Giovanni I. A partir d'aquest moment les notícies sobre els bisbes i les diòcesis d'Adria es basen en documents segurs.
El 14 de març de 863 el papa Nicolau III, encomanà un títol al bisbe Leoque afegeix el poder temporal a la jurisdicció espiritual sobre la diòcesi, a partir del que alguns historiadors anomenen el «feu episcopal». Inicialment se'ls va concedir poders sobre el comtat de Gavello, al que seguiren altres béns i altres terres.
El 920 el bisbe Paolo va abandonar Adria a causa de les pressions dels bàrbars del nord i les inundacions en curs i es va traslladar a Rovigo; el papa Joan X amb el breu Et per te li concedeix en feu la Curtem Bonevigo quae vocatur Rodige.
Al voltant de l'any 1200 amb l'arribada dels Este diòcesi van perdre les últimes possessions temporals. Després dels Este els seguiren gradualment els Carrara, els venecians, els francesos i els austríacs abans de l'annexió a Itàlia.
El 1776 el bisbe Arnaldo Speroni degli Alvarotti començà la construcció de la nova catedral, que seria consagrada per Carlo Pio Ravasi l'11 desembre de 1826, i va erigir el nou seminari diocesà a Rovigo el 1779.
A escala regional a través dels segles, la diòcesi ha experimentat canvis significatius en les seves fronteres. El 7 de setembre de 1792, després de la supressió de l'abadia de Vangadizza, el Senat de Venècia afegí a la diòcesi 12 parròquies corresponents a les localitats de Badia (San Giovanni), Baruchella, Salvaterra, Crocetta, Villafora, Rasa, Barbuglio, Saguedo, Cavazzana, San Martino di Venezze, Borsea i Fratta.
El papa Pius VII amb dues butlles, De salute dominici gregis de l'1 de maig de 1818 i Cum non gravibus del 9 de març de 1819, va canviar de nou el territori diocesà. Les parròquies de Crespino e Sant'Apollinare van passar de la jurisdicció de Ravenna a la d'Adria, mentre que les de Cornacervina, Rero con Finale, Guarda Ferrarese, Ro, Ruina, Zocca, Serravalle e Mesola, va anar a l'arxidiòcesi de Ferrara, o a canvi d'això van passar a la diòcesi d'Adria Melara, Bergantino, Bariano amb San Pietro (avui Castelnovo Bariano e San Pietro Polesine), Massa Superiore (avui Castelmassa), Ceneselli, Calto, Ficarolo, Gaiba, Stienta, Gurzone, Santa Maria Maddalena, Canaro, Fiesso, Trecenta, Pissatola, Sariano, Salara, Bagnolo, Zelo, Occhiobello i Barbona va passar a la diòcesi de Pàdua. Després d'aquests canvis, la diòcesi tenia 150.000 habitants i 78 parròquies.
Adria sempre havia estat sufragània de l'arxidiòcesi de Ravenna; en 1803, a instàncies del govern de Napoleó, va esdevenir part de la nova seu metropolitana de Ferrara, fins al 1818, quan va esdevenir sufragània del Patriarcat de Venècia.
El 7 de juliol de 1909 amb el decret Ea semper fuit de la Sagrada Congregació Consistorial la cúria episcopal va ser traslladada d'Adria a Rovigo. Després d'aquest trasllat la gent d'Adria atacà el bisbe Tommaso Pio Boggiani i durant quinze dies es llançà un interdetto contra la ciutat d'Adria.
El 30 de setembre de 1986, la diòcesi assumí el nom actual sota el decret Cum procedere oporteret de la Congregació per als Bisbes i la catedral de Rovigo va ser elevada a la dignitat de la cocatedral.

## Cronologia episcopal
- Beat Gallinostio o Gallionisto † (citat el 649)
- Bono † (segles vii o viii)
- Giovanni I † (segles vii o viii)
- Leone o Leoperto † (citat el 861 o 863)
- Teodino † (citat el 877)
- Paolo (Cattaneo da Lendinara?) † (citat el 920)
- Giovanni II † (inicis de 938 - finals de 948)
- Gemerio o Geminio da Ravenna † (citat el 952)
- Astolfo o Asolfo da Roma † (inicis de 967 - finals de 992)
- Alberico † (citat el 1001)
- Pietro I † (inicis de 1003 - finals de 1017)
- Benedetto † (inicis de 1050 - finals de febrer de 1055)
- Atto o Attone o Panso o Tutone da Milano † (citat el 1067)
- Uberto † (citat el 1071)
- Pietro II da Foligno † (inicis de 1073 - 1091 mort)
- Giacomo I da Firenze † (1091 - 1104 mort)
- Isacco I † (1104 - 1115 mort)
- Pietro Michieli † (1116 - ?)
- Gregorio III † (inicis de 1125 - 1138 mort)
- Florio I (Cattaneo da Lendinara o da Verona?) † (1138 - ?)
- Gregorio II † (inicis de desembre de 1140 - finals de 1154)
- Guiscardo † (citat el 1158)
- Vitale da Milano (vers 1160 - finals de 1162)
- Gabriele † (inicis de 1168 - finals de 1179)
- Giovanni III † (citat el 1184)
- Isacco II † (inicis de 1186 - finals de 1198)
- Pietro IV † (inicis de 1203 - finals de 1207)
- Rolando Sabatino o Zabarella † (inicis de 1210 - finals de 1233)
- Guglielmo d'Este † (1240 - 1257 mort)
- Florio II † (1258 - finals de 1267)
- Giacomo II † (inicis de 1270 - finals de 1274)
- Pellegrino I † (1277 - 1280 mort)
- Ottolino, O.S.B.Cam. † (octubre de 1280 - 11 d'agost de 1284 mort)
- Bonifacio I † (vers 1285 - finals de juliol de 1286)
- Bonazonta o Bonaggiunta, O.P. † (inicis de 14 de juny de 1288 - 10 desembre de 1306 mort)
- Giovanni IV, O.F.M. † (inicis de 1308 - 1317 mort)[3]
- Egidio † (1317 - ?)
- Salione Buzzacarino † (inicis del'8 de juliol de 1318 - 29 d'agost de 1327 mort)
- Esuperanzio Lambertazzi † (22 de novembre de 1327 - 11 d'octubre de 1329 nomenat bisbe de Cervia)
- Benvenuto, O.P. † (20 d'octubre de 1329 - 1348 mort)
- Beato Aldobrandino d'Este † (19 de març de 1348 - 18 de gener de 1353 nomenat bisbe de Modena)
- Giovanni da Siena, O.F.M.Conv. † (18 de gener de 1353 - ?)
- Antonio Contarini † (d'agost de 1384 - vers 1386 mort)[4]
  - Rolandino † (citat el 1390) (antibisbe ?)
- Ugo Roberti † (1 de setembre de 1386 - 7 de maig de 1392 nomenat bisbe de Pàdua)
- Giovanni Enselmini † (26 d'agost de 1392 - 1404 mort)
- Giacomo Bertucci degli Obizzi † (11 de setembre de 1404 - finals de 19 de juliol de 1440 mort)
  - Mainardino † (1409 - 1410 renuncià) (antibisbe d'Alexandre V)
- Giovanni degli Obizzi † (vers 1442 - 10 de juliol de 1444 mort)[5]
- Bartolomeo Roverella † (15 de juliol de 1444 - 26 de setembre de 1445 nomenat arquebisbe de Ravenna)
- Giacomo degli Oratori † (26 de setembre de 1445 - 20 desembre de 1446 mort)
- Biagio Novelli (o Novello) † (23 de gener de 1447 - de setembre de 1465 renuncià)
- Tito Novelli (o Novello) † (18 de setembre de 1465 - 1487 mort)
- Nicolò Maria d'Este † (31 de maig de 1487 - 5 d'agost de 1507 mort)
- Beltrame Costabili † (27 d'agost de 1507 - 1519 mort)
  - Francesco Pisani † (1519 - 1519 renuncià) (administrador apostòlic)
- Ercole Rangoni † (15 de juny de 1519 - 27 de maig de 1524 renuncià)[6]
- Giambattista Bragadin † (27 de maig de 1524 - 23 de maig de 1528 mort)
  - Giovanni Domenico De Cupis † (31 d'agost de 1528 - 10 desembre de 1553[7] mort) (administrador apostòlic)
  - Sebastiano Antonio Pighini † (11 desembre de 1553 - 23 de novembre de 1554[8] mort) (administrador apostòlic)
- Giulio Canani † (26 de novembre de 1554 - 8 de febrer de 1591 nomenat bisbe de Modena)
- Lorenzo Laureti, O.Carm. † (13 de febrer de 1591 - 1598 mort)
- Girolamo di Porcia † (7 d'agost de 1598 - 22 d'agost de 1612 mort)
- Ludovico Sarego † (17 de setembre de 1612 - 24 de setembre de 1622 renuncià)
- Ubertino Papafava † (10 de maig de 1623 - 9 d'octubre de 1631 mort)
- Germanico Mantica † (21 de febrer de 1633 - de febrer de 1639 mort)
- Giovanni Paolo Savio † (19 desembre de 1639 - 27 d'octubre de 1650 mort)
- Giovanni Battista Brescia † (6 de febrer de 1651 - 14 d'octubre de 1655 nomenat bisbe de Vicenza)[9]
- Bonifacio Aliardi o Agliardi, C.R. † (2 d'agost de 1656 - 1 de febrer de 1666 mort)
- Tommaso Retano, C.R.L. † (16 de març de 1667 - 1677 renuncià)
- Carlo Labia, C.R. † (13 de setembre de 1677 - 29 de novembre de 1701 mort)
- Filippo della Torre † (6 de febrer de 1702 - 25 de febrer de 1717 mort)
- Antonio Vaira † (12 de juliol de 1717 - 8 d'octubre de 1732 mort)
- Giovanni Soffietti, C.R.M. † (19 de gener de 1733 - 10 de setembre de 1747 mort)
- Pietro Maria Trevisan Suarez † (20 de novembre de 1747 - 19 de juny de 1750 mort)
- Pellegrino Ferri † (16 de novembre de 1750 - 30 de setembre de 1757 mort)
- Giovanni Francesco Mora, C.O. † (2 d'octubre de 1758 - 15 de gener de 1766 mort)
- Arnaldo Speroni degli Alvarotti, O.S.B. † (2 de juny de 1766 - 2 de novembre de 1800 mort)
  - Sede vacante (1800-1807)
- Federico Maria Molin † (24 d'agost de 1807 - 16 d'abril de 1819 mort)
- Carlo Pio Ravasi, O.S.B. † (8 de gener de 1821 - 2 d'octubre de 1833 mort)
- Antonio Maria Calcagno † (19 desembre de 1834 - 8 de gener de 1841 mort)
- Bernardo Antonino Squarcina, O.P. † (27 de gener de 1842 - 22 desembre de 1851 mort)
- Giacomo Bignotti † (27 de setembre de 1852 - 7 de març de 1857 mort)
- Camillo Benzon † (27 de setembre de 1858 - 10 desembre de 1866 mort)
- Pietro Colli † (27 de març de 1867 - 30 d'octubre de 1868 mort)
  - Sede vacante (1868-1871)
- Emmanuele Kaubeck † (27 d'octubre de 1871 - 31 d'agost de 1877 mort)
- Giovanni Maria Berengo † (31 desembre de 1877 - 12 de maig de 1879 nomenat bisbe de Màntua)
- Giuseppe Apollonio † (12 de maig de 1879 - 25 de setembre de 1882 nomenat bisbe de Treviso)
- Antonio Polin † (25 de setembre de 1882 - 18 de maig de 1908 mort)
- Tommaso Pio Boggiani, O.P. † (16 d'octubre de 1908 - 10 de gener de 1912 nomenat arquebisbe titulat d'Edessa di Osroene)[10]
- Anselmo Rizzi † (4 de juny de 1913 - 19 d'octubre de 1934 mort)
  - Sede vacante (1934-1936)
- Guido Maria Mazzocco † (12 de novembre de 1936 - 8 de novembre de 1968 mort)
- Giovanni Mocellini † (1 de gener de 1969 - 12 de març de 1977 renuncià)
- Giovanni Maria Sartori † (12 de març de 1977 - 7 desembre de 1987 nomenat arquebisbe de Trento)
- Martino Gomiero † (7 de maig de 1988 - 11 d'octubre de 2000 ritirato)
- Andrea Bruno Mazzocato (11 d'octubre de 2000 - 3 desembre de 2003 nomenat bisbe de Treviso)
- Lucio Soravito De Franceschi, des del 29 de maig de 2004

## Estadístiques
A finals del 2012, la diòcesi tenia 198.000 batejats sobre una població de 204.464 persones, equivalent al 96,8% del total.
| any  | població | població | població | sacerdots | sacerdots       | sacerdots       | sacerdots             | diaques | religiosos | religiosos | parroquies |
| ---- | -------- | -------- | -------- | --------- | --------------- | --------------- | --------------------- | ------- | ---------- | ---------- | ---------- |
| any  | batejats | total    | %        | total     | clergat secular | clergat regular | batejats por sacerdot | diaques | homes      | dones      |            |
| 1950 | 269.000  | 270.000  | 99,6     | 231       | 195             | 36              | 1.164                 |         | 50         | 578        | 98         |
| 1959 | 251.540  | 251.569  | 100,0    | 212       | 181             | 31              | 1.186                 |         | 40         | 785        | 106        |
| 1969 | 205.968  | 206.142  | 99,9     | 232       | 210             | 22              | 887                   |         | 46         | 763        | 99         |
| 1980 | 207.400  | 207.600  | 99,9     | 240       | 206             | 34              | 864                   | 1       | 58         | 484        | 112        |
| 1990 | 200.151  | 200.975  | 99,6     | 203       | 173             | 30              | 985                   | 1       | 38         | 417        | 109        |
| 1999 | 199.983  | 201.745  | 99,1     | 183       | 156             | 27              | 1.092                 |         | 40         | 316        | 109        |
| 2000 | 199.983  | 201.745  | 99,1     | 186       | 158             | 28              | 1.075                 |         | 42         | 296        | 109        |
| 2001 | 199.990  | 202.172  | 98,9     | 182       | 154             | 28              | 1.098                 |         | 42         | 258        | 109        |
| 2002 | 199.990  | 202.172  | 98,9     | 177       | 149             | 28              | 1.129                 |         | 42         | 253        | 109        |
| 2003 | 200.128  | 202.864  | 98,7     | 175       | 147             | 28              | 1.143                 |         | 44         | 195        | 109        |
| 2004 | 200.128  | 202.878  | 98,6     | 176       | 145             | 31              | 1.137                 |         | 48         | 190        | 109        |
| 2006 | 202.069  | 204.179  | 99,0     | 169       | 138             | 31              | 1.195                 |         | 48         | 185        | 109        |
| 2012 | 198.000  | 204.464  | 96,8     | 159       | 129             | 30              | 1.245                 | 2       | 56         | 160        | 109        |